# Scortum hillii
The leathery grunter (Scortum hillii) là một loài cá in the Terapontidae family. It is đặc hữu to Australia.